# Castro (Bergamo)

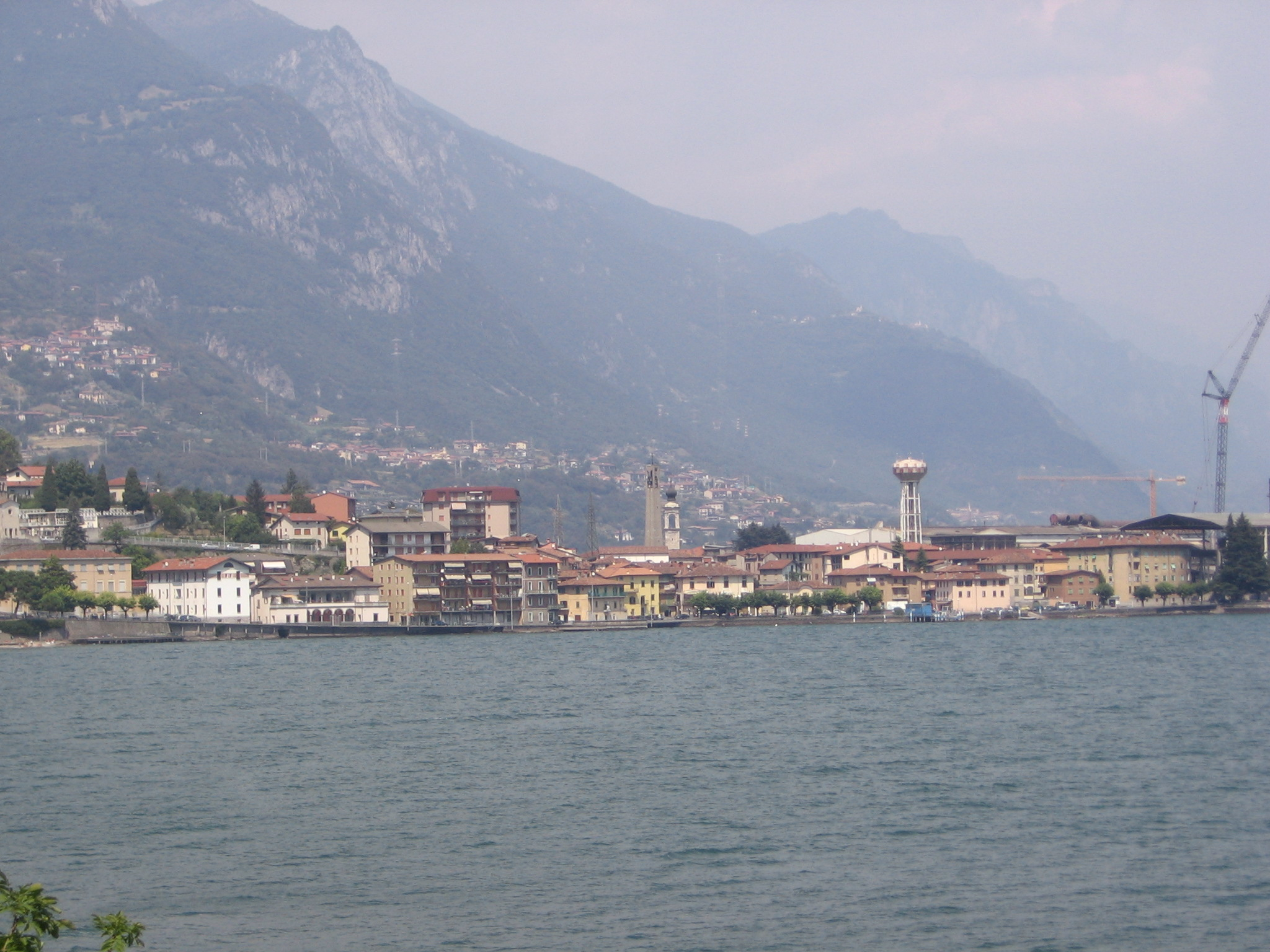
Panorama Castro

Castro – miejscowość i gmina we Włoszech, w regionie Lombardia, w prowincji Bergamo.
Według danych na styczeń 2009 gminę zamieszkiwało 1418 osób przy gęstości zaludnienia 405,1 os./1 km².